# Irina Malycheva
Irina Valentinovna Malycheva (Ири́на Валенти́новна Ма́лышева), née le 15 février 1961 à Moscou (URSS), est une actrice russe et soviétique de théâtre et de cinéma.

## Biographie
Irina Malycheva naît dans la famille d'un employé de chez Tupolev et d'une chanteuse. Elle termine l'école spéciale anglaise de Moscou n° 40. Elle débute au cinéma en 1975 dans le rôle de Sonia dans Cent jours après l'enfance de  Sergueï Soloviov. En 1982, elle est diplômée de l'institut d'art dramatique Chtchoukine. Elle a travaillé au théâtre Pouchkine de Moscou (1981-2000) et au théâtre de la Lune.

## Filmographie
- 1974 : Cent jours après l'enfance (Сто дней после детства) de Sergueï Soloviov :  Sonia
- 1975 : Un fait de biographie (Факт биографии) : Ira
- 1976 : On m'attend sur la Terre (Меня ждут на Земле) : Lena, la fille de San Sanytch
- 1976 : Chaussures à boucles d'or (Туфли с золотыми пряжками) : la princesse Mariouchka
- 1976 : La Princesse au petit pois (Принцесса на горошине) de Boris Rytsarev : la bonne princesse
- 1977 : Portrait avec pluie (Портрет с дождём) : Lena
- 1977 : Je veux être ministre (Хочу быть министром) : Alia Tourtchinova
- 1978 : La Barricade des rebelles (Мятежная баррикада) : Zoïa
- 1978 : Parlons, frère (Поговорим, брат) : Véra
- 1980 : Je prendrai ta peine (Возьму твою боль) : Valia Vatrak, la fille d'Ivan
- 1980 : On ne change pas les chevaux au passage (Коней на переправе не меняют) : la fille des Miatchkine
- 1980 : Le Cavalier au cheval d'or (Всадник на золотом коне) : Aï
- 1981 : Le Père avait trois fils (Было у отца три сына) : Svetlana
- 1982 : Vent de soleil (Солнечный ветер) : Zina
- 1983 : Les Karastoïanov (Карастояновы) : Lilia Karastoïanova / Gueorguitsa Karastoïanova
- 1983 : Je ne t'oublierai jamais (Я тебя никогда не забуду) : Polina Ivanova
- 1984 : Les Âmes mortes (Мёртвые души) de Mikhaïl Schweitzer : la fille du gouverneur  (série télévisée)
- 1985 : Bagration  (Багратион) : Catherine Pavlovna de Russie
- 1985 : Le Droit d'aimer  (Право любить) : Elena Sergueïevna
- 1985 : Le Rêve en main ou la Valise (Сон в руку, или Чемодан) : Lioubotchka Nievinnaïa
- 1985 :  L'Agent d'assurance (Страховой агент) : Véronika
- 1987 : Les Cordes d'argent (Серебряные струны) : Véra Vladimirovna
- 1987 :Boris Godounov (Борис Годунов) : Marina
- 1989 :Ancien papa, ancien fils (Бывший папа, бывший сын) : Véra Pavlovna
- 1990 :Le Coureur de jupons (Бабник) : la jeune fille à l'exposition
- 1990 : L'Épée d'or (Золотая шпага) : la mère d'Igor
- 1990 : La Victime (Потерпевший) : Irina
- 1991 : Soif de passion (Жажда страсти) : la deuxième femme de chambre
- 1991 : Moï loutchchi droug gueneral Vassili, syne Iossifa (Мой лучший друг — генерал Василий, сын Иосифа) : Ninel Choumskaïa
- 1991 : Charmants extraterrestres (Очаровательные пришельцы) : Nastia
- 1991 : Le Tango de la mort (Танго смерти) : Maïa
- 1992 : La Femme aux fleurs et au champagne (Женщина с цветами и шампанским) : Lena Verbitskaïa
- 1992 : Chemin de nulle part (Дорога никуда) : Laura
- 1992 : Back in the USSR (Назад в СССР) : l'hôtesse de l'air
- 1992-1994 : Goriatchev et les autres (Горячев и другие) : Olga, la femme de Goriatchev (série télévisée)
- 1996 : Marquis de Sade (Маркиз де Сад) : Madame de Montreux
- 1998 : Termination Man (Предупредительный удар) : Natacha
- 2000 : Deux Camarades (Два товарища) : l'enseignante
- 2001 : Un cas particulier (Особый случай) : Diana Jackson
- 2002 : Les Yeux d'Olga Korj (Глаза Ольги Корж)  (série télévisée)
- 2003 : Le Sphinx du Nord (Северный сфинкс) : Maria Narychkina
- 2004 : N'oublie pas (Не забывай) : Choura Kretchetova
- 2005 : Je ne reviendrai pas (Я не вернусь) : Tamara Ivanovna (série télévisée)
- 2006-2007: Ivan Podouchkine. Gentleman détective (Иван Подушкин. Джентльмен сыска) : Koka (série télévisée)
- 2010 : Notre magasin local (Наш домашний магазин) : la femme d'affaires